# Taeniolethrinops furcicauda
Taeniolethrinops furcicauda är en fiskart som först beskrevs av Trewavas, 1931.  Taeniolethrinops furcicauda ingår i släktet Taeniolethrinops och familjen Cichlidae. IUCN kategoriserar arten globalt som livskraftig. Inga underarter finns listade i Catalogue of Life.